# Hoplitis ilamana
Hoplitis ilamana là một loài Hymenoptera trong họ Megachilidae. Loài này được van der Zanden mô tả khoa học năm 1994.